# هورست فولتر
هورست فولتر (بالألمانية: Horst Wolter)‏ (مواليد 8 يونيو 1942) هو لاعب كرة قدم. يلعب مع منتخب ألمانيا الغربية لكرة القدم. سبق له أن لعب في كأس العالم لكرة القدم مع منتخب بلاده.

## روابط خارجية
- هورست فولتر على موقع الاتحاد الدولي (مؤرشف)  (الإنجليزية)
- هورست فولتر على موقع قاعدة بيانات كرة القدم.إي يو (الإنجليزية)
- هورست فولتر على موقع بيانات كرة القدم. دي إي (الألمانية)
- هورست فولتر على موقع ناشيونال فوتبول تيمز (الإنجليزية)
- هورست فولتر على موقع عالم كرة القدم.نت (الإنجليزية)